# Čenkov u Bechyně
Čenkov u Bechyně là một làng thuộc huyện České Budějovice, vùng Jihočeský, Cộng hòa Séc.